# 小高駅
小高駅（おだかえき）は、福島県南相馬市小高区東町にある、東日本旅客鉄道（JR東日本）常磐線の駅である。

## 歴史
- 1898年（明治31年）5月11日：日本鉄道の駅として開業[2][3]。
- 1906年（明治39年）11月1日：日本鉄道が国有化され、官設鉄道の所属となる[3]。
- 1909年（明治42年）10月12日：線路名称の制定により、常磐線の所属となる。
- 1949年（昭和24年）6月1日：日本国有鉄道が発足。
- 1972年（昭和47年）10月2日：貨物の取り扱いを廃止。
- 1984年（昭和59年）2月1日：荷物の扱いを廃止[3]。
- 1987年（昭和62年）4月1日：国鉄分割民営化に伴い、東日本旅客鉄道（JR東日本）の駅となる[3]。
- 1992年（平成4年）12月20日：みどりの窓口の営業を開始[新聞 1]。
- 2011年（平成23年）3月11日：東日本大震災および福島第一原子力発電所事故により営業休止。
- 2013年（平成25年）4月19日：JR東日本が、南相馬市内に設定されている避難指示解除準備区域が解除された後に当駅 - 原ノ町駅間を復旧させる方針を発表[新聞 2]。
- 2016年（平成28年）7月12日：当駅 - 原ノ町駅間の運転再開に伴い、営業を再開[報道 1]。ただし、営業再開以降、みどりの窓口は設置しない[新聞 3]。また、竜田駅 - 原ノ町駅間の代行バスの停車を開始。
- 2017年（平成29年）4月1日：浪江駅 - 当駅間の運転を再開[報道 2][新聞 4]。浪江駅 - 当駅間運転再開後も浪江駅 - 原ノ町駅間の代行バスは下り1本のみ継続して運行され、当駅への停車も継続[報道 2]（2020年〈令和2年〉3月13日まで）。
- 2020年（令和2年）3月14日：当駅まで仙台近郊区間が延長[報道 3]。ICカード「Suica」の仙台エリアに編入され、利用が可能となる（原ノ町方面のみ）[注 1][4][5][報道 3]。終日無人化[6]。
- 2024年（令和6年）
  - 2月9日：駅舎内に「haccoba 小高駅舎醸造所&PUBLIC MARKET」が開業[報道 4]。無人駅の駅舎にて醸造所が開業するのは日本初[報道 4]。
  - 10月1日：えきねっとQチケのサービスを開始[1][報道 5]。

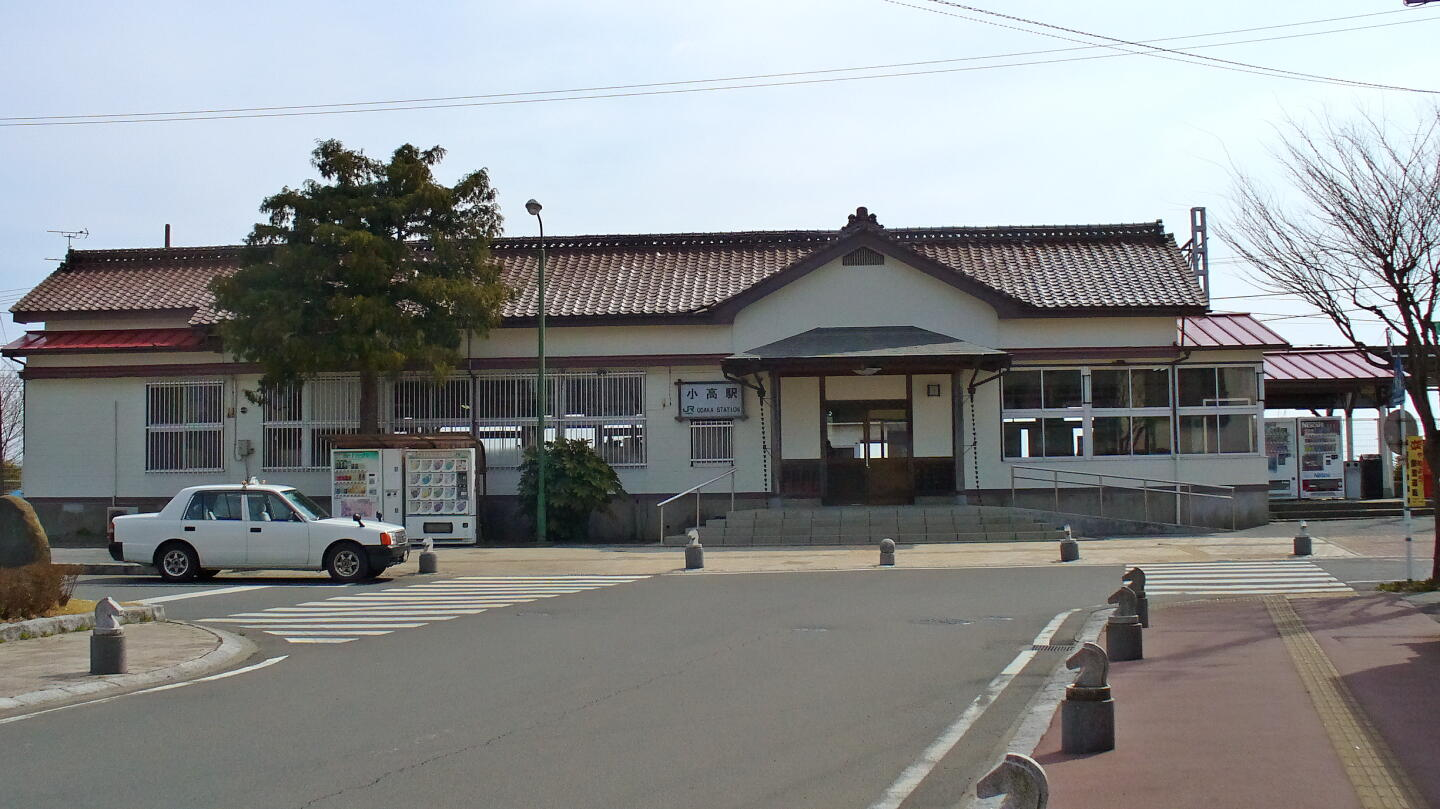
震災前の駅舎（2008年3月）
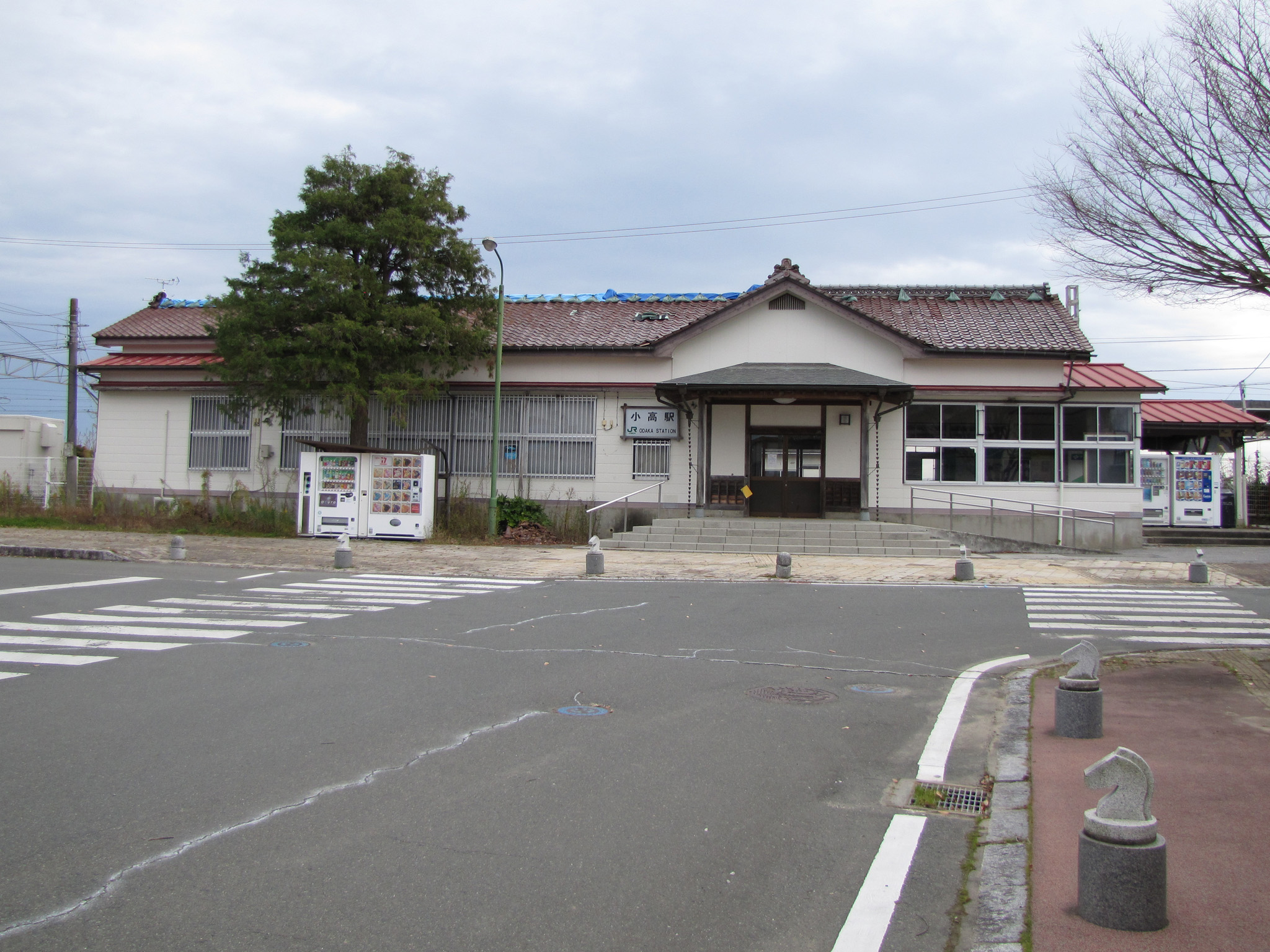
震災後、営業休止中の駅舎（2012年11月）
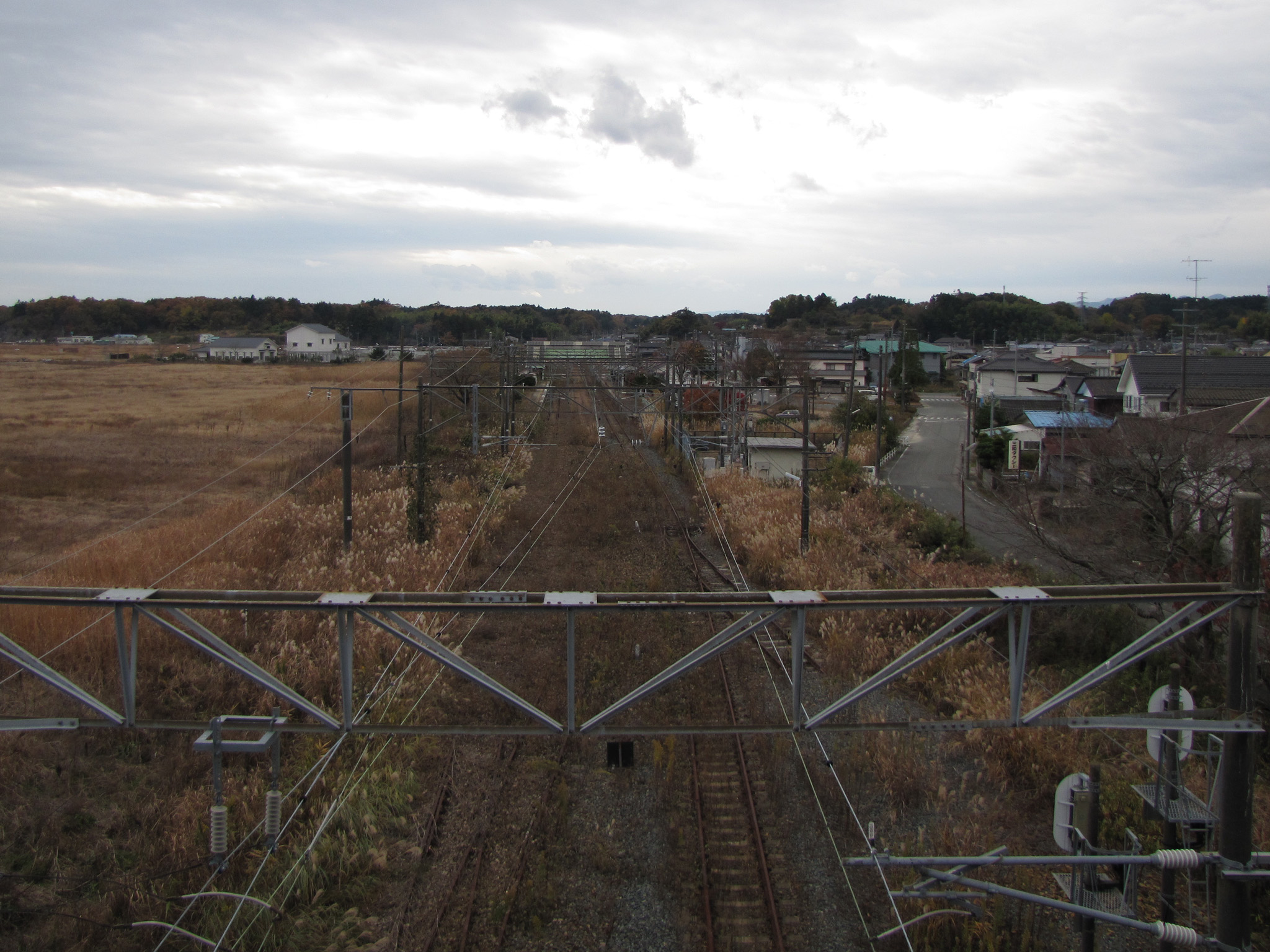
営業休止中の駅構内（2012年11月）
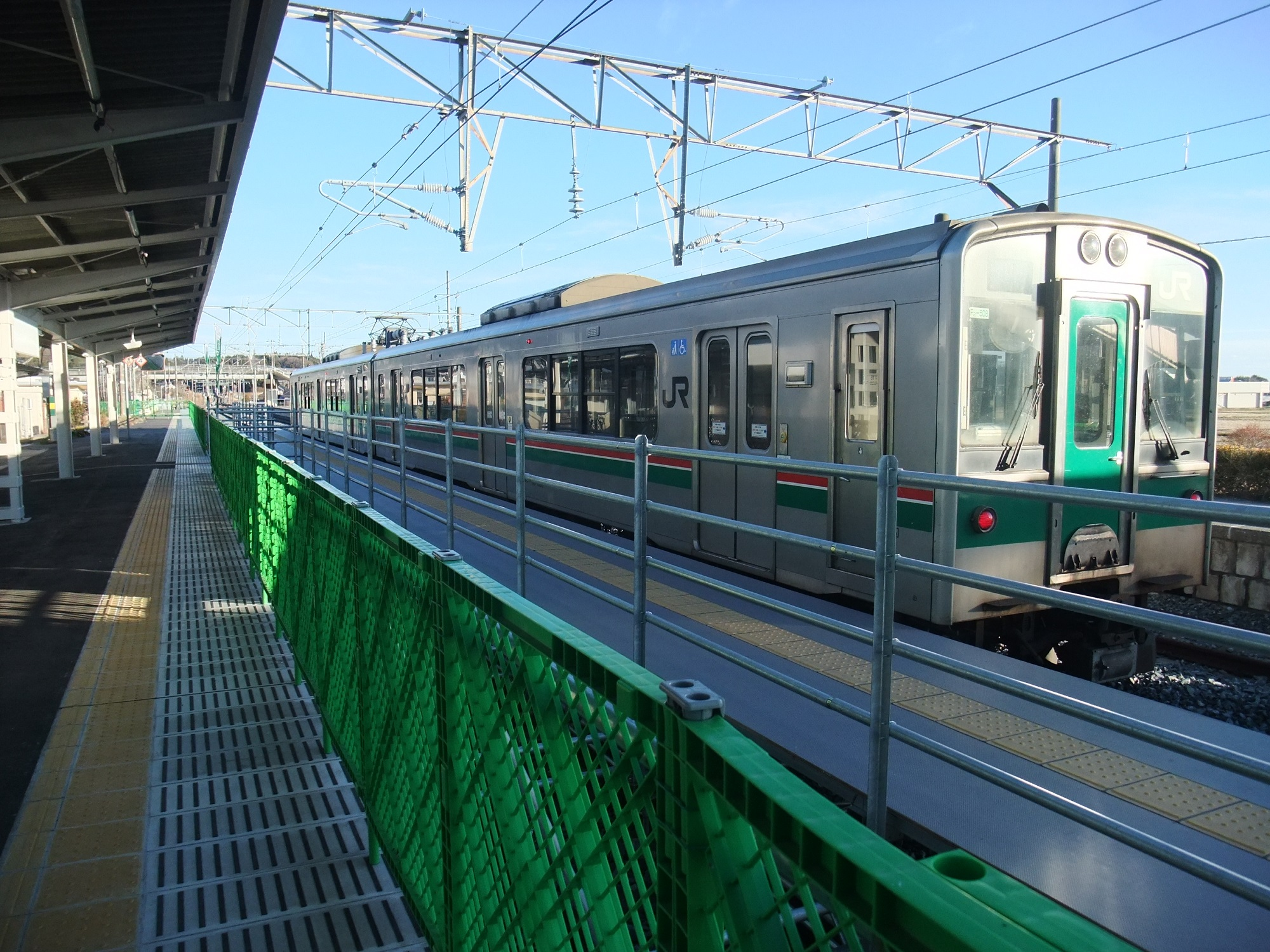
営業再開当初の駅構内（2016年12月）

## 駅構造
原ノ町統括センター（原ノ町駅）管理の無人駅で、相対式ホーム2面2線の地上駅である。木造駅舎を有する。上下線の間にはホームのない中線がある。ホームと駅舎は跨線橋で連絡している。ホーム上に待合室がある。
東日本大震災により営業休止となるまではみどりの窓口が設置されていたが、営業再開後はみどりの窓口は設置されず、自動券売機のみとなっていたが、無人化により撤去された。現在は簡易Suica改札機、乗車駅証明書発行機と多目的モニターが設置されている。
無人化後、駅事務室だった部分はJR東日本スタートアップがコンセントを備えたフリースペースとして開放しており、開放される時間帯は管理者が常駐するほか、朝夕の通学ラッシュ時には不定期にJR社員による特別改札が実施されている。また、相馬野馬追2日目開催時の夜に行われる小高花火大会の日には当駅が混雑するため原ノ町駅から駅員が出張し特別改札が行われる。なお、事務室内には異常時に用いる連動盤などの信号設備が設置されているほか、標語や予定表なども有人駅だったころのまま残されている。
常磐線仙台エリアにおけるSuica利用区域の南端であり、当駅よりいわき方面へSuicaによる利用はできない。
南相馬市小高区（2006年〈平成18年〉1月の合併前までは小高町）の中心駅であり、東日本大震災以前には一部の特急列車も停車していたが、2020年（令和2年）3月の常磐線全線開通時以降、当駅への特急停車はなくなった。

### のりば
| 番線 | 路線    | 方向 | 行先             |
| ---- | ------- | ---- | ---------------- |
| 1    | ■常磐線 | 下り | 岩沼・仙台方面   |
| 2    | ■常磐線 | 上り | いわき・水戸方面 |

2016年（平成28年）7月12日の営業再開当初は、下り本線の上に仮設の足場を設置して1番線ホームを拡張し、中線を相馬方面への折り返しに用いていたが、2017年（平成29年）4月1日の浪江方面への再開に際して仮設の足場は撤去され、上下線ともに本来のホームに停車するようになった。
日暮里方ホーム端付近に、乗り越し分岐ならびに保線用機械車両の留置線が存在する。

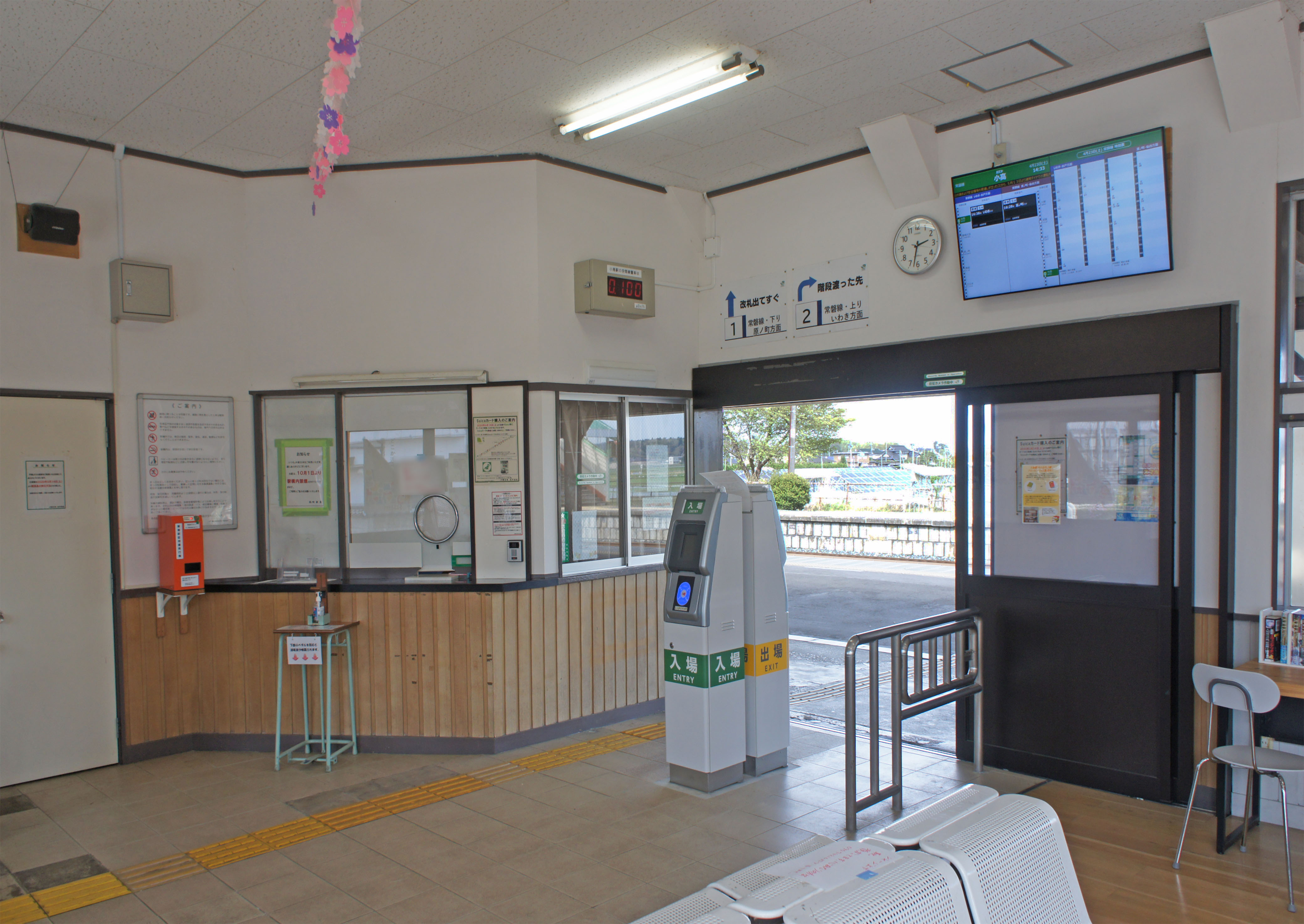
改札口（2022年4月）
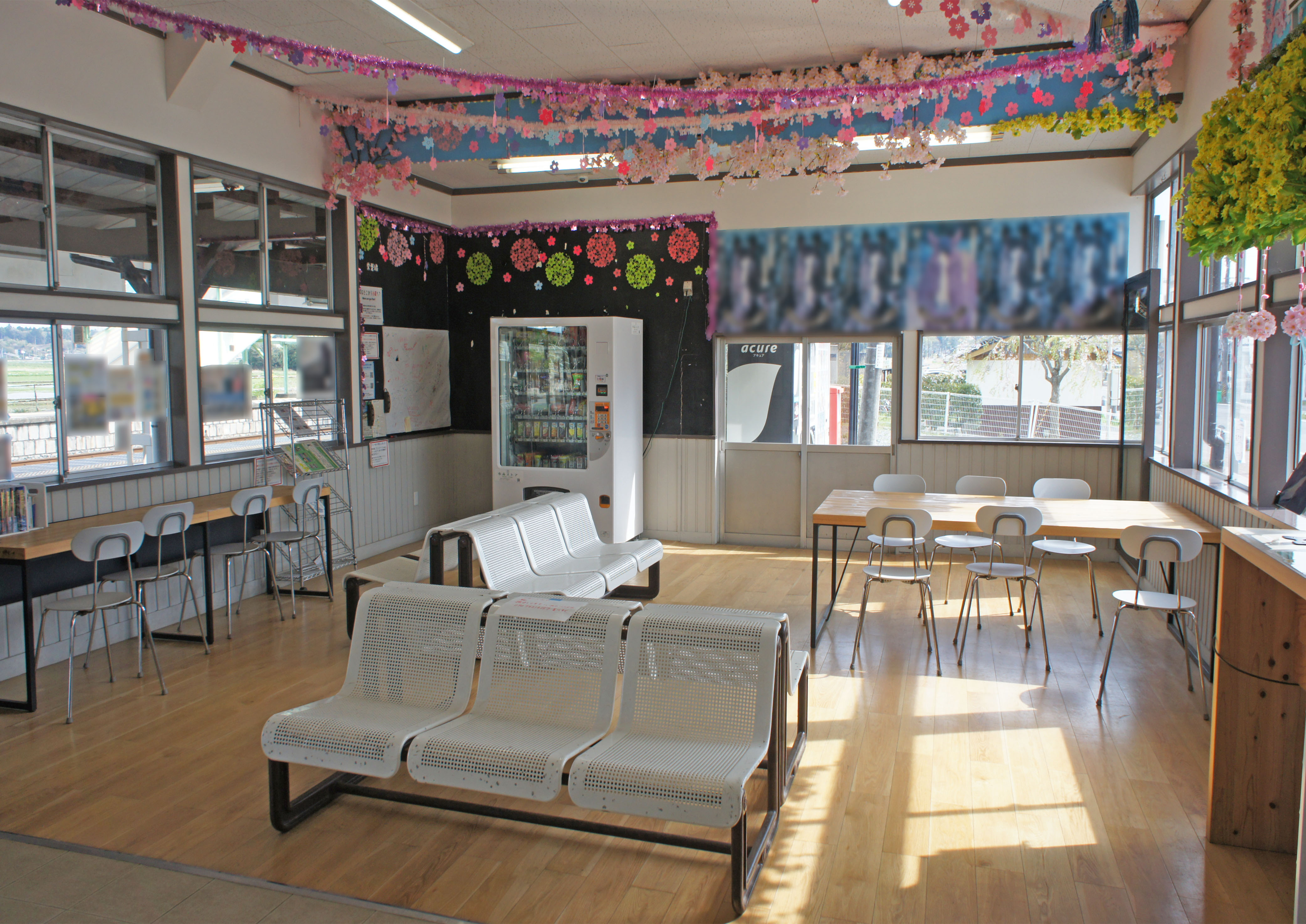
待合室（2022年4月）
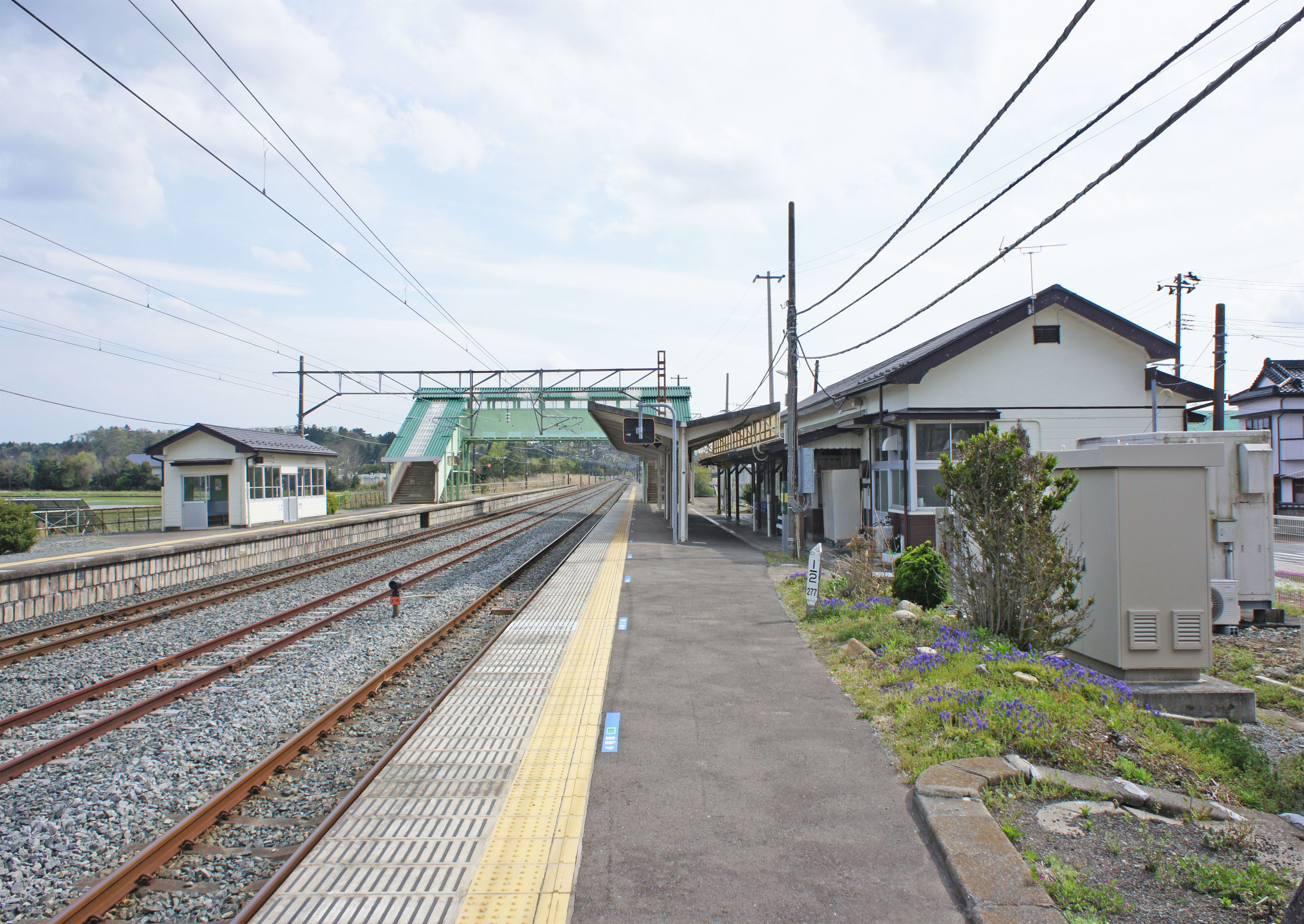
ホーム（2022年4月）

## 利用状況
JR東日本によると、2000年度（平成12年度）- 2018年度（平成30年度）の1日平均乗車人員の推移は以下のとおりであった。
| 1日平均乗車人員推移 | 1日平均乗車人員推移 | 1日平均乗車人員推移 | 1日平均乗車人員推移 | 1日平均乗車人員推移 |
| 年度                | 定期外              | 定期                | 合計                | 出典                |
| ------------------- | ------------------- | ------------------- | ------------------- | ------------------- |
| 2000年（平成12年）  |                     |                     | 1,307               | [ 利用客数 1 ]      |
| 2001年（平成13年）  |                     |                     | 1,242               | [ 利用客数 2 ]      |
| 2002年（平成14年）  |                     |                     | 1,182               | [ 利用客数 3 ]      |
| 2003年（平成15年）  |                     |                     | 1,112               | [ 利用客数 4 ]      |
| 2004年（平成16年）  |                     |                     | 1,019               | [ 利用客数 5 ]      |
| 2005年（平成17年）  |                     |                     | 965                 | [ 利用客数 6 ]      |
| 2006年（平成18年）  |                     |                     | 902                 | [ 利用客数 7 ]      |
| 2007年（平成19年）  |                     |                     | 879                 | [ 利用客数 8 ]      |
| 2008年（平成20年）  |                     |                     | 869                 | [ 利用客数 9 ]      |
| 2009年（平成21年）  |                     |                     | 821                 | [ 利用客数 10 ]     |
| 2010年（平成22年）  |                     |                     | 811                 | [ 利用客数 11 ]     |
| 2011年（平成23年）  | 営業休止            | 営業休止            | 営業休止            |                     |
| 2012年（平成24年）  | 営業休止            | 営業休止            | 営業休止            |                     |
| 2013年（平成25年）  | 営業休止            | 営業休止            | 営業休止            |                     |
| 2014年（平成26年）  | 営業休止            | 営業休止            | 営業休止            |                     |
| 2015年（平成27年）  | 営業休止            | 営業休止            | 営業休止            |                     |
| 2016年（平成28年）  | 15                  | 11                  | 26                  | [ 利用客数 12 ]     |
| 2017年（平成29年）  | 33                  | 447                 | 481                 | [ 利用客数 13 ]     |
| 2018年（平成30年）  | 31                  | 461                 | 493                 | [ 利用客数 14 ]     |

## 駅周辺
旧小高町の中心部で、駅前に商店がある。周辺は大きな住宅地である。当駅周辺は福島第一原子力発電所事故に関連する避難区域であったが、2016年（平成28年）7月12日に解除された。
- 南相馬警察署小高駐在所
- 相馬地方広域消防本部南相馬消防署
- 南相馬市立小高病院
- 南相馬市役所小高区役所（旧・小高町役場）
- 相馬小高神社（小高城址）
- 甲子大国神社
- 観音堂石仏（国指定〈史跡〉）
- 薬師堂石仏（国指定〈史跡〉）
- 小高郵便局
- 小高川
- 福島県道120号浪江鹿島線
- 福島県道255号幾世橋小高線
- 福島県道258号中ノ内小高線
- 福島県道260号北泉小高線
- 国道6号
- 村上海岸
- 塚原海岸公園
- 福島県立小高産業技術高等学校
- おれたちの伝承館

## 隣の駅
東日本旅客鉄道（JR東日本）
■常磐線
桃内駅 - 小高駅 - 磐城太田駅

### 記事本文